# Miikka Salomäki
Miikka Salomäki (* 9. März 1993 in Raahe) ist ein finnischer Eishockeyspieler, der seit Juli 2025 bei Saimaan Pallo aus der finnischen Liiga unter Vertrag steht und dort auf der Position des Flügelstürmers zum Einsatz kommt. Zuvor verbrachte Salomäki unter anderem fast sieben Jahre in der Organisation der Nashville Predators.

## Karriere

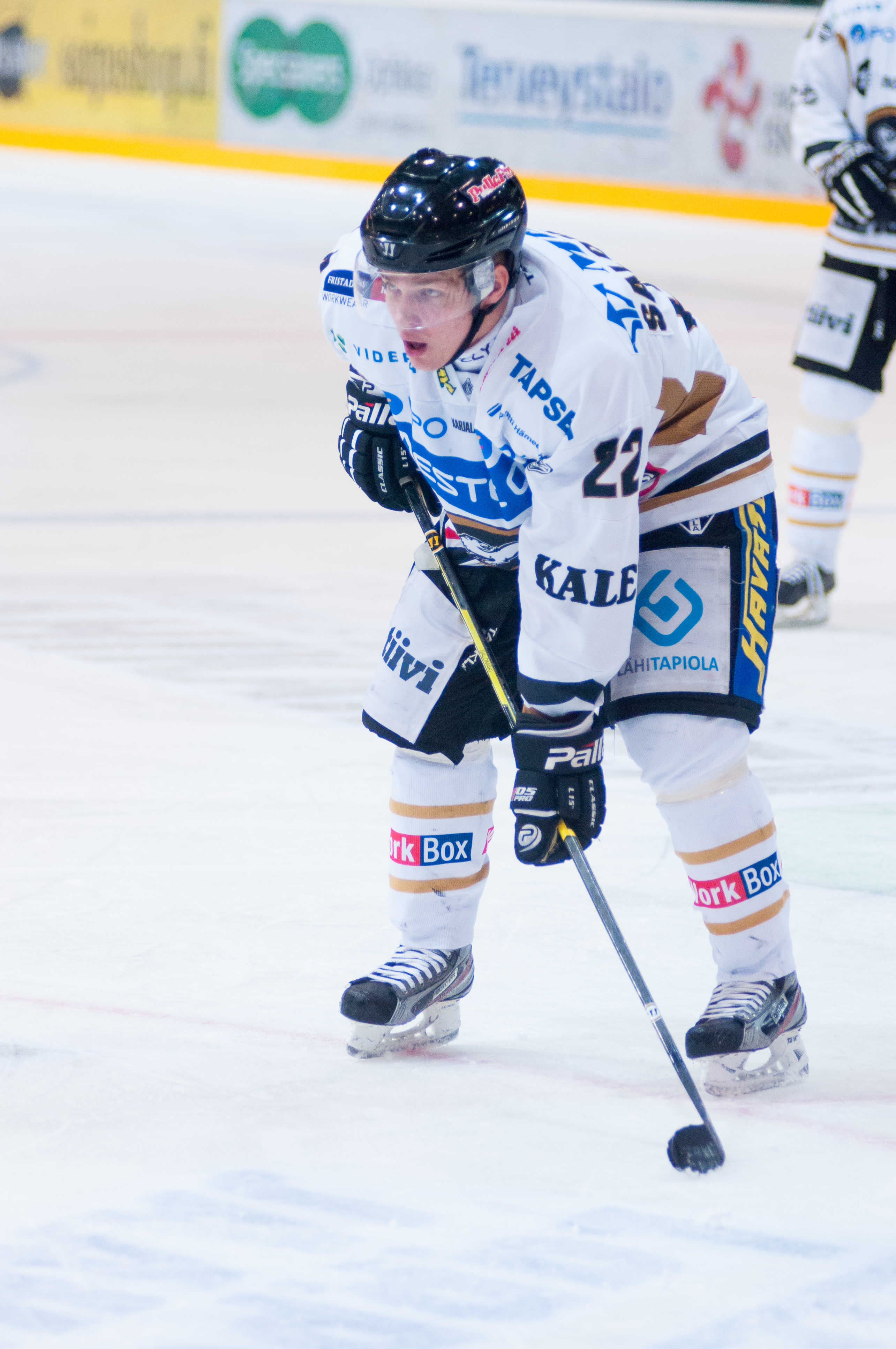
Salomäki im Trikot von Oulun Kärpät (2012)

Miikka Salomäki begann seine Karriere als Eishockeyspieler in der Nachwuchsabteilung von Oulun Kärpät, für dessen Profimannschaft er in der Saison 2010/11 sein Debüt in der SM-liiga gab. In seinem Rookiejahr erzielte er in insgesamt 43 Spielen vier Tore und gab sieben Vorlagen. Zudem stand der Flügelspieler in der Saisonvorbereitung in fünf Spielen der European Trophy auf dem Eis und lief in drei Partien, in denen er je ein Tor und eine Vorlage erzielte, als Leihspieler für die finnische U20-Nationalmannschaft in der Mestis, der zweiten finnischen Spielklasse, auf.
Anschließend wurde er zunächst im KHL Junior Draft in der zweiten Runde als insgesamt 36. Spieler vom HK Dinamo Minsk und schließlich im NHL Entry Draft in der zweiten Runde als insgesamt 52. Spieler von den Nashville Predators  ausgewählt.
Im April 2013 erhielt er von den Predators einen NHL-Einstiegsvertrag über eine Laufzeit von drei Jahren und wurde zur Saison 2013/14 zu den Milwaukee Admirals aus der American Hockey League beordert. Nachdem er im Januar 2015 bei den Predators debütiert hatte, erspielte sich der Finne mit Beginn der Saison 2015/16 einen Stammplatz im NHL-Aufgebot. Diesen wiederum verlor er in der Saison 2019/20 wieder, ehe er im Februar 2020 nach fast sieben Jahren in Nashville an die Toronto Maple Leafs abgegeben wurde. Im Gegenzug erhielten die Predators den Verteidiger Ben Harpur. In Toronto beendete er die Saison, wobei er ausschließlich bei den Marlies in der AHL zum Einsatz kam, und wechselte anschließend im Oktober 2020 als Free Agent zur Colorado Avalanche.
In Diensten der Avalanche spielte der Finne ausschließlich beim Farmteam Colorado Eagles in der AHL, sodass er nach Ablauf der Vertragszeit nach Europa zurückkehrte und sich dem Örebro HK aus der Svenska Hockeyligan anschloss. Die Saison 2021/22 spielte er in Finnland bei Helsingfors IFK zu Ende. Zur Spielzeit 2022/23 wechselte er erstmals in die Schweiz, indem der Finne einen Zweijahresvertrag beim Lausanne HC aus der Schweizer National League unterzeichnete. Mit dem Klub wurde er im Frühjahr 2024 Vizemeister. Nach dem Auslaufen des Vertrags schloss sich Salomäki im Sommer 2024 für ein Jahr dem tschechischen Traditionsklub HC Sparta Prag aus der Extraliga an. Anschließend wechselte er zurück in sein Heimatland zu Saimaan Pallo.

### International
Für Finnland nahm Salomäki an den U18-Junioren-Weltmeisterschaften 2010 und 2011 sowie der U20-Junioren-Weltmeisterschaft 2011 teil. Bei der U18-WM 2010 gewann er mit seiner Mannschaft die Bronzemedaille, bei der U18-WM 2011 wurde er zu einem der drei besten Spieler seines Teams gewählt.
Im Herrenbereich debütierte Salomäki bei der Weltmeisterschaft 2014 und gewann dort mit dem Team die Silbermedaille.

## Erfolge und Auszeichnungen
- 2010 Bronzemedaille bei der U18-Junioren-Weltmeisterschaft
- 2014 Silbermedaille bei der Weltmeisterschaft
- 2024 Schweizer Vizemeister mit dem Lausanne HC

## Karrierestatistik
Stand: Ende der Saison 2024/25

### International
Vertrat Finnland bei:
| - World U-17 Hockey Challenge 2010 - U18-Junioren-Weltmeisterschaft 2010 - Ivan Hlinka Memorial Tournament 2010 - U20-Junioren-Weltmeisterschaft 2011 | - U18-Junioren-Weltmeisterschaft 2011 - U20-Junioren-Weltmeisterschaft 2012 - U20-Junioren-Weltmeisterschaft 2013 - Weltmeisterschaft 2014 |

(Legende zur Spielerstatistik: Sp oder GP = absolvierte Spiele; T oder G = erzielte Tore; V oder A = erzielte Assists; Pkt oder Pts = erzielte Scorerpunkte; SM oder PIM = erhaltene Strafminuten; +/− = Plus/Minus-Bilanz; PP = erzielte Überzahltore; SH = erzielte Unterzahltore; GW = erzielte Siegtore; 1 Play-downs/Relegation; Kursiv: Statistik nicht vollständig)